# یووسکوله
یووَسکولَه (به لاتین: Jyväskylä، تلفظ فنلاندی: [ˈjyʋæsˌkylæ]) یک شهرداری و شهر در فنلاند است که در فنلاند مرکزی واقع شده‌است.

## خصوصیات
یووسکوله ۹۹٬۲۵ کیلومترمربع مساحت و ۱۱۷٬۹۷۴ نفر جمعیت دارد.

## خواهرخوانده
شهرهای اسکیلستونا، استاوانگر، اسبیرگ، دبرسن، Fjarðabyggð، پوزنان، پوتسدام، دهستان تارتو، یاروسلاول، نی‌ایزا، سایتاما و کون‌مینگ خواهرخوانده‌های یووسکوله هستند.

## نگارخانه

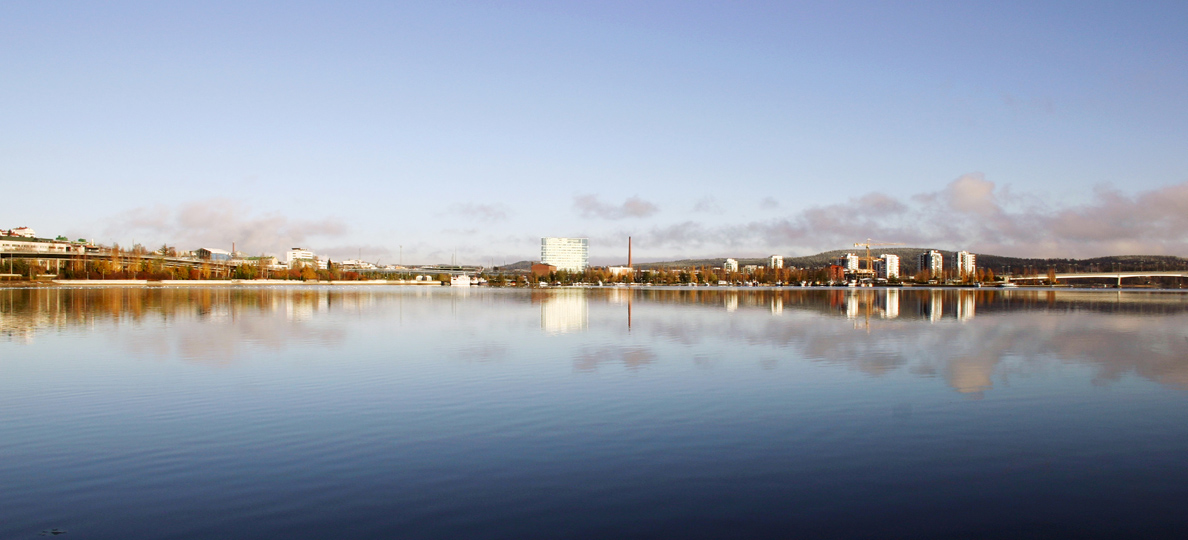
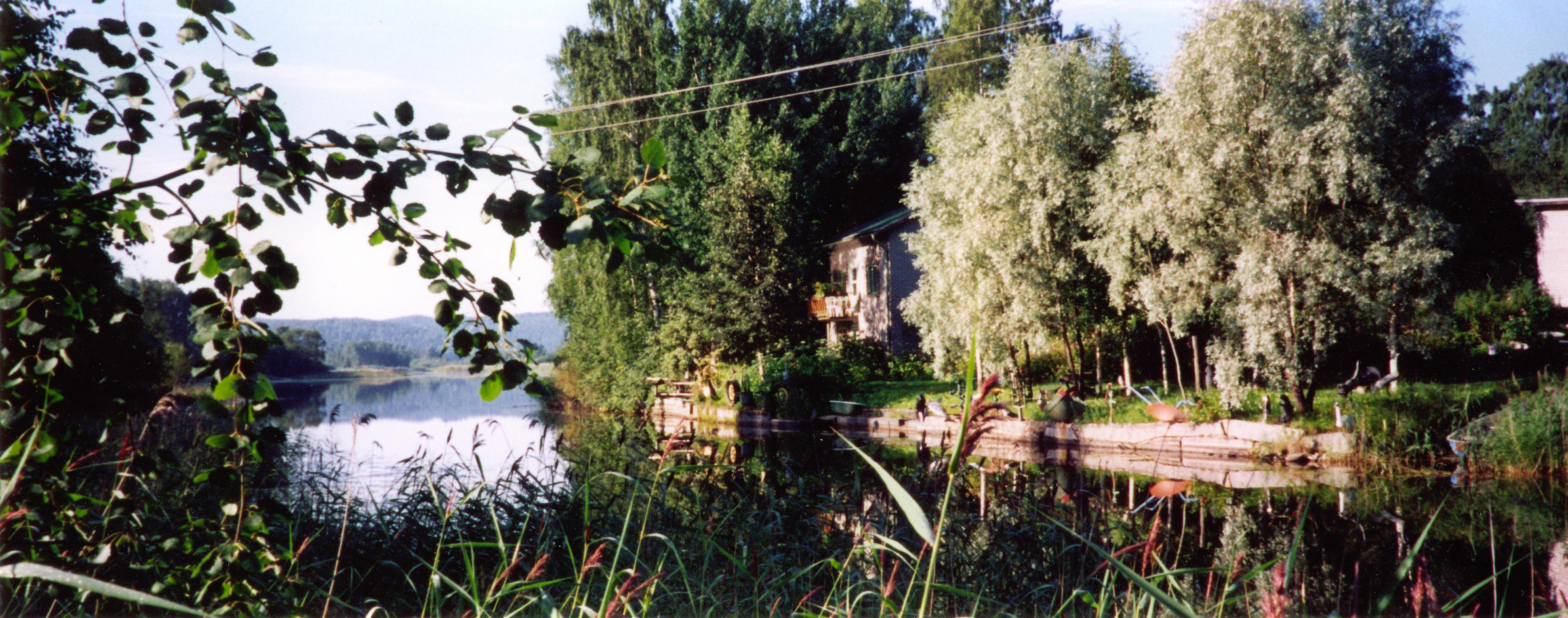
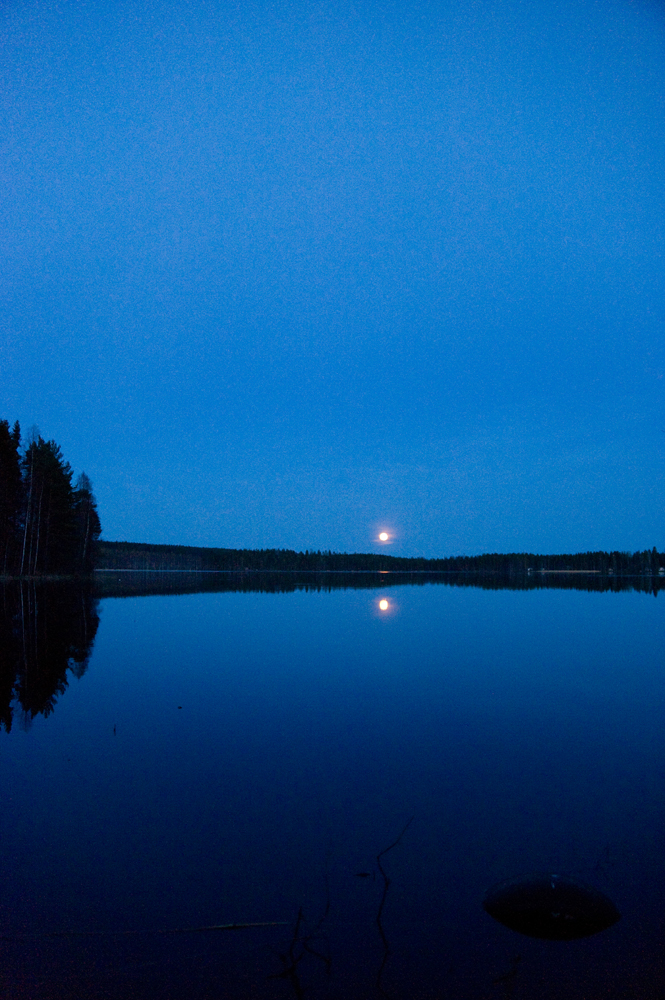
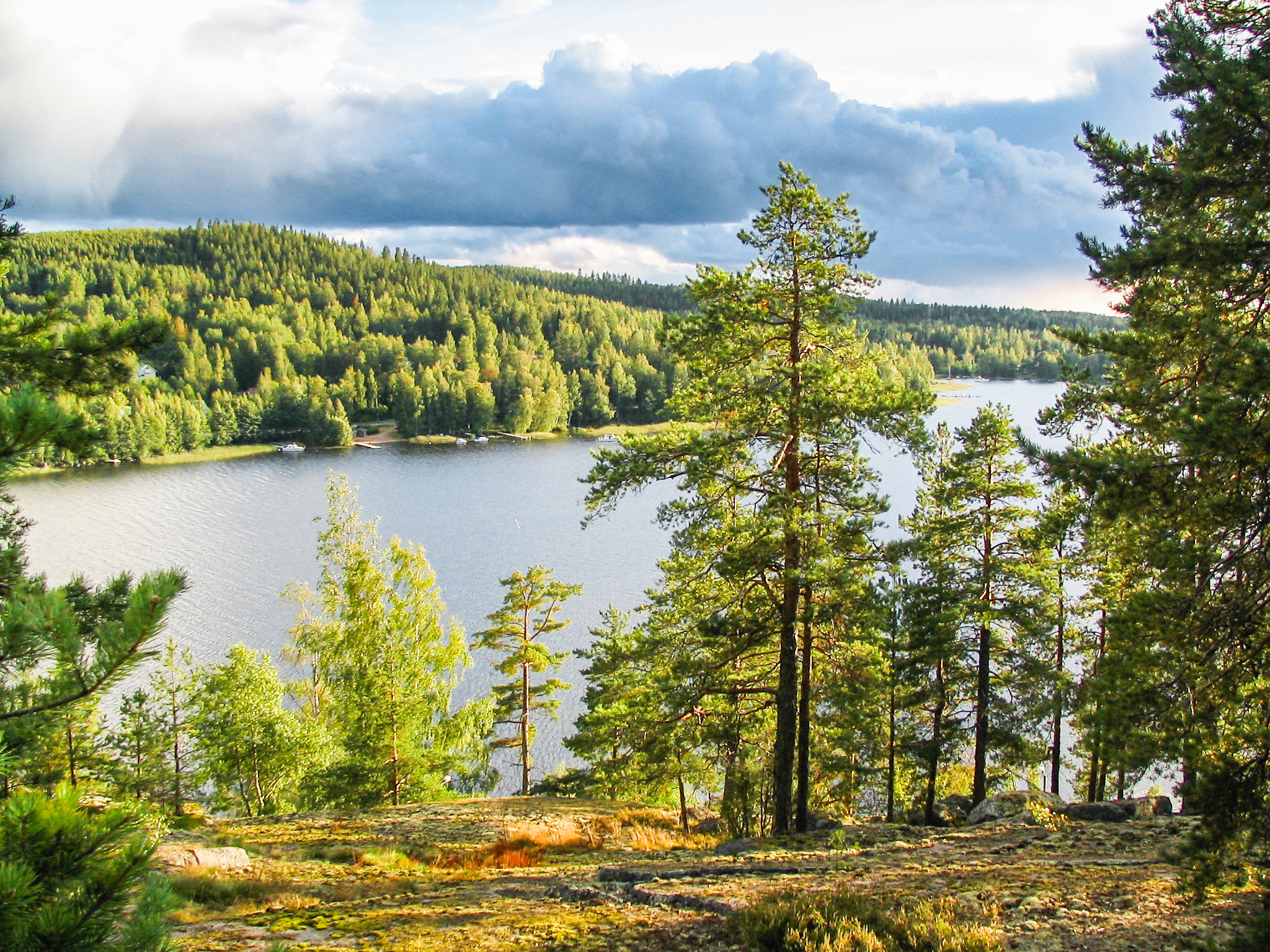
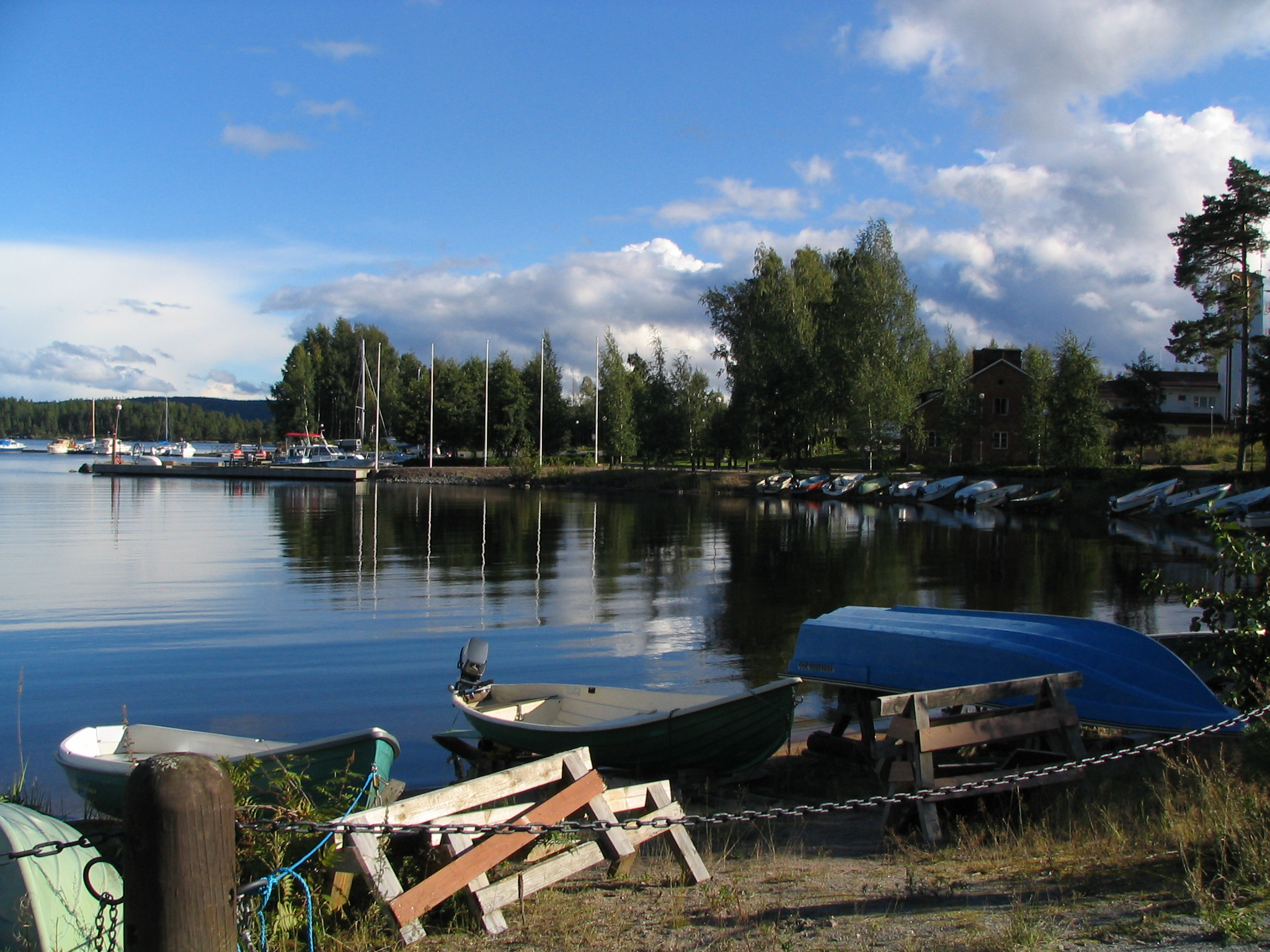
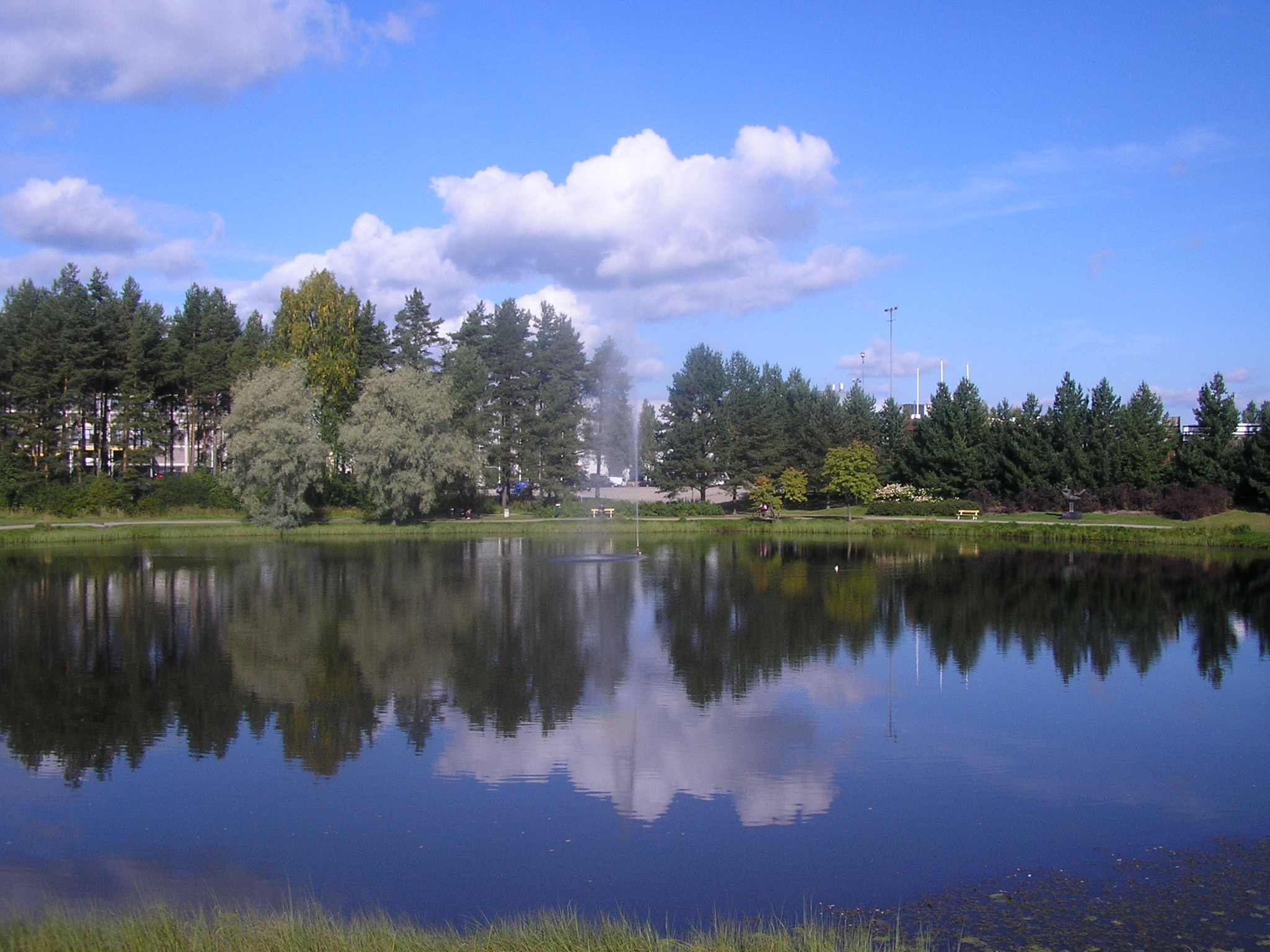
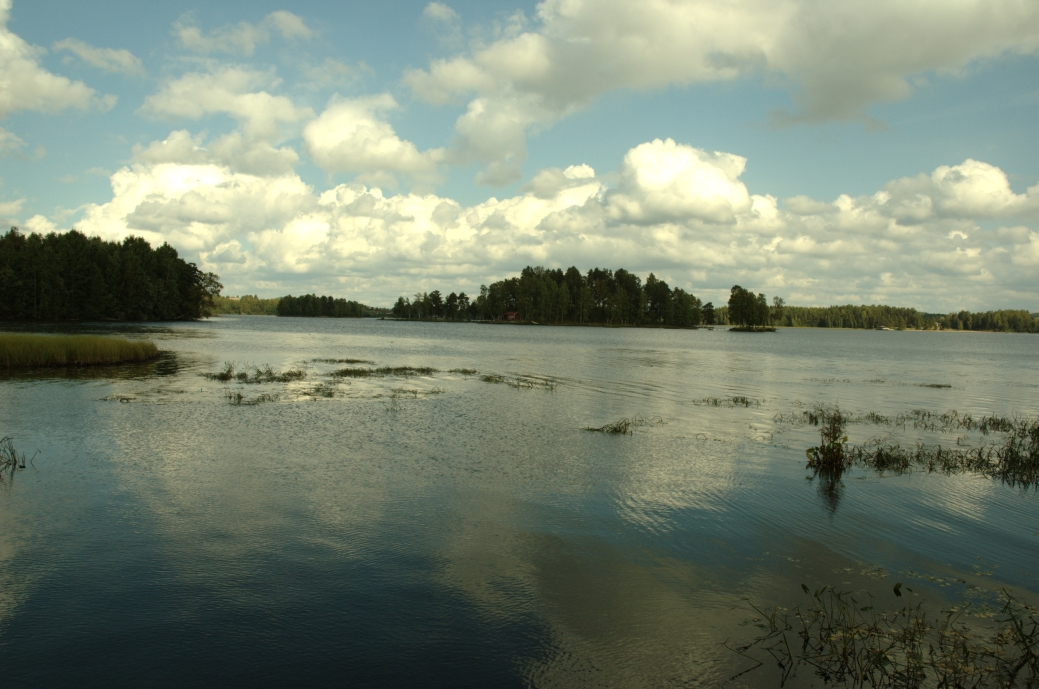
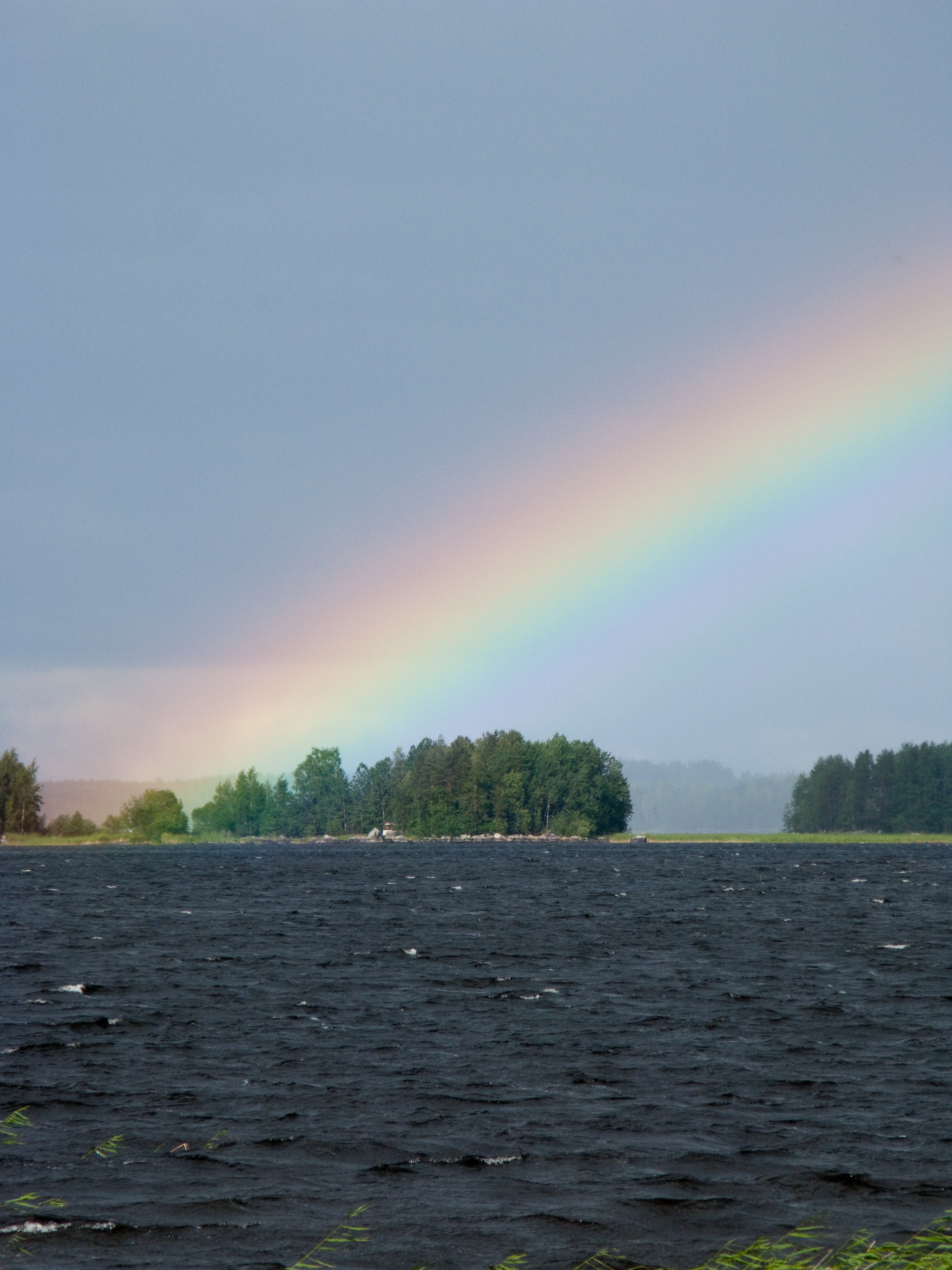
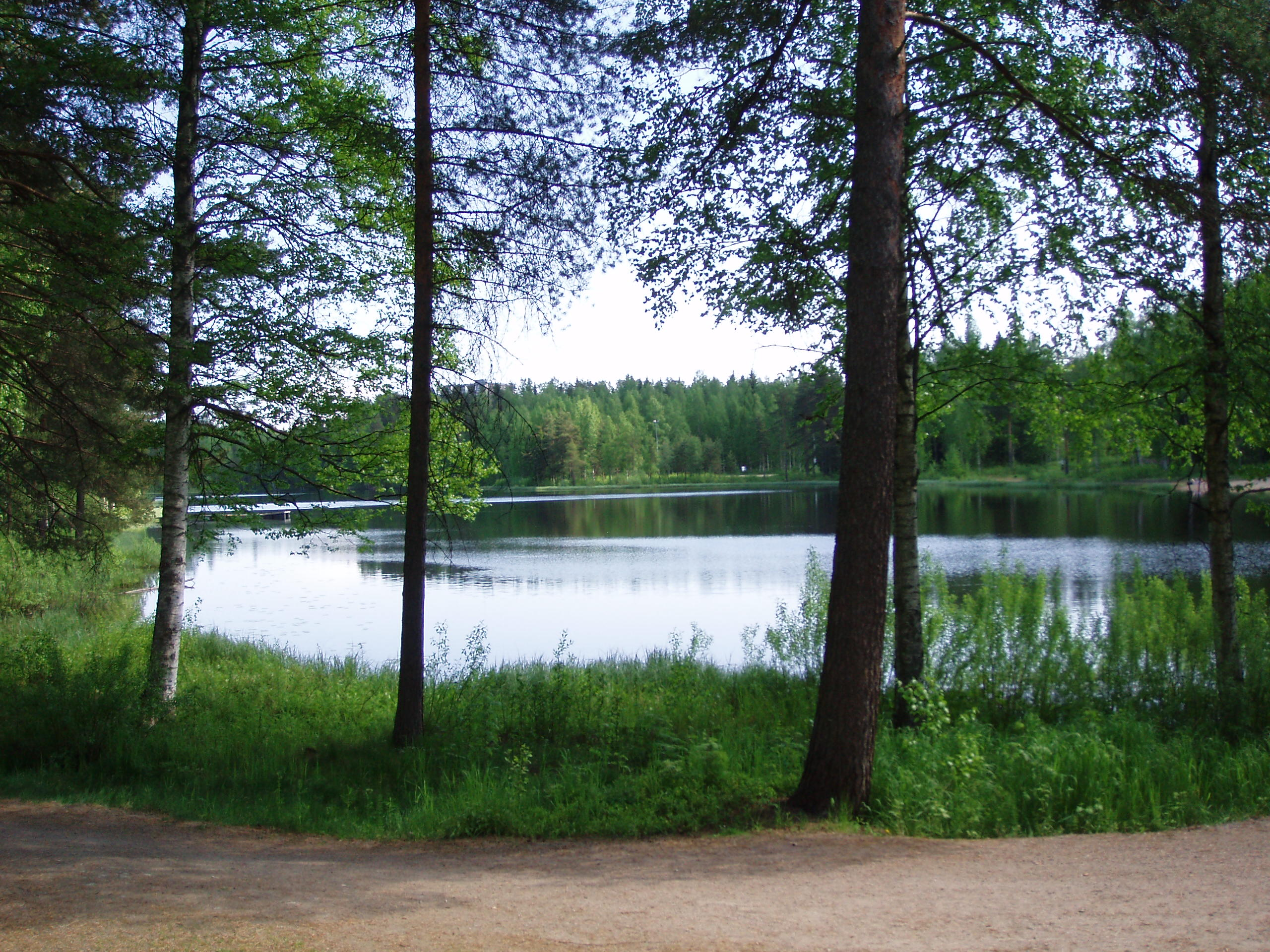
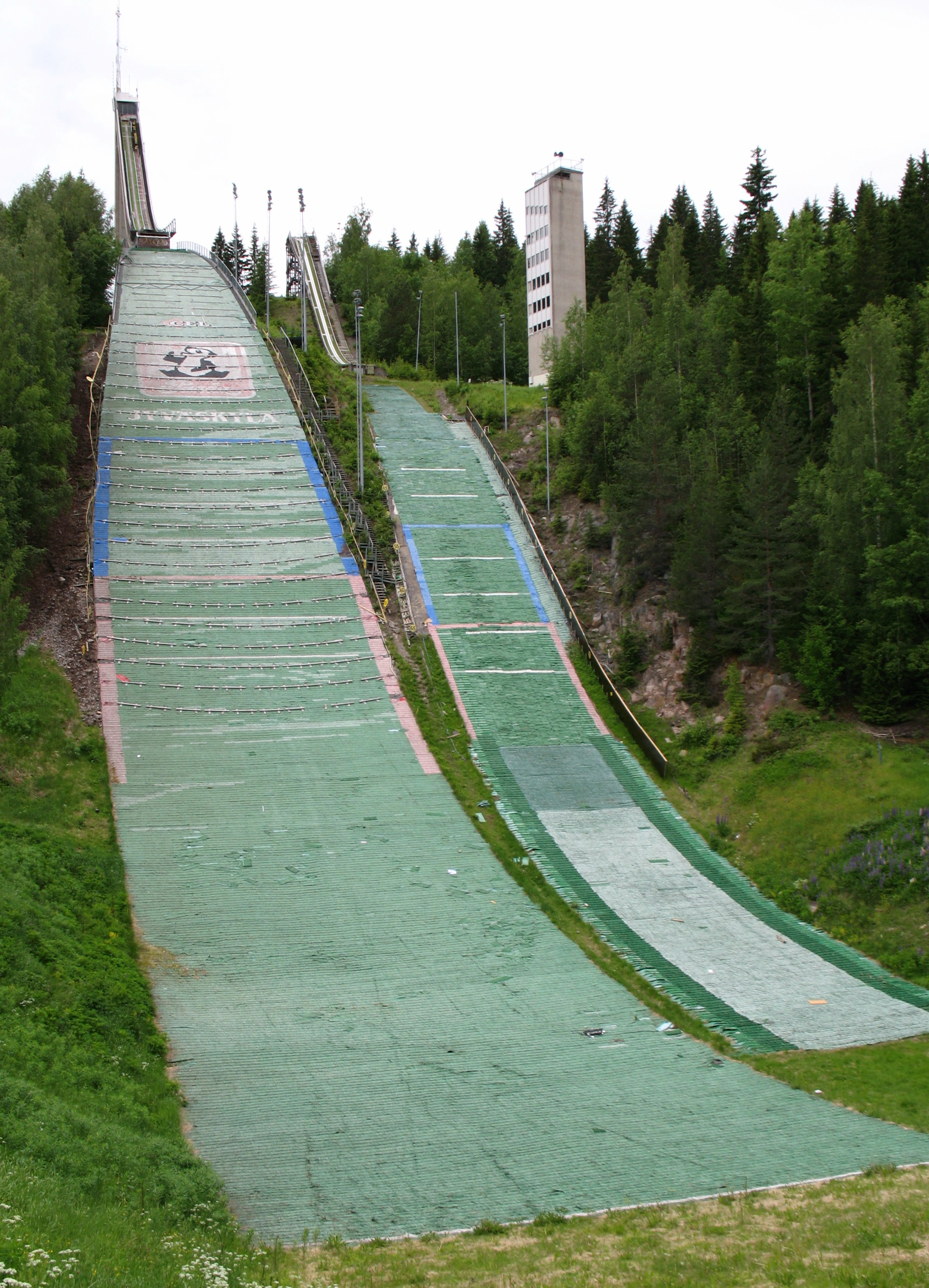
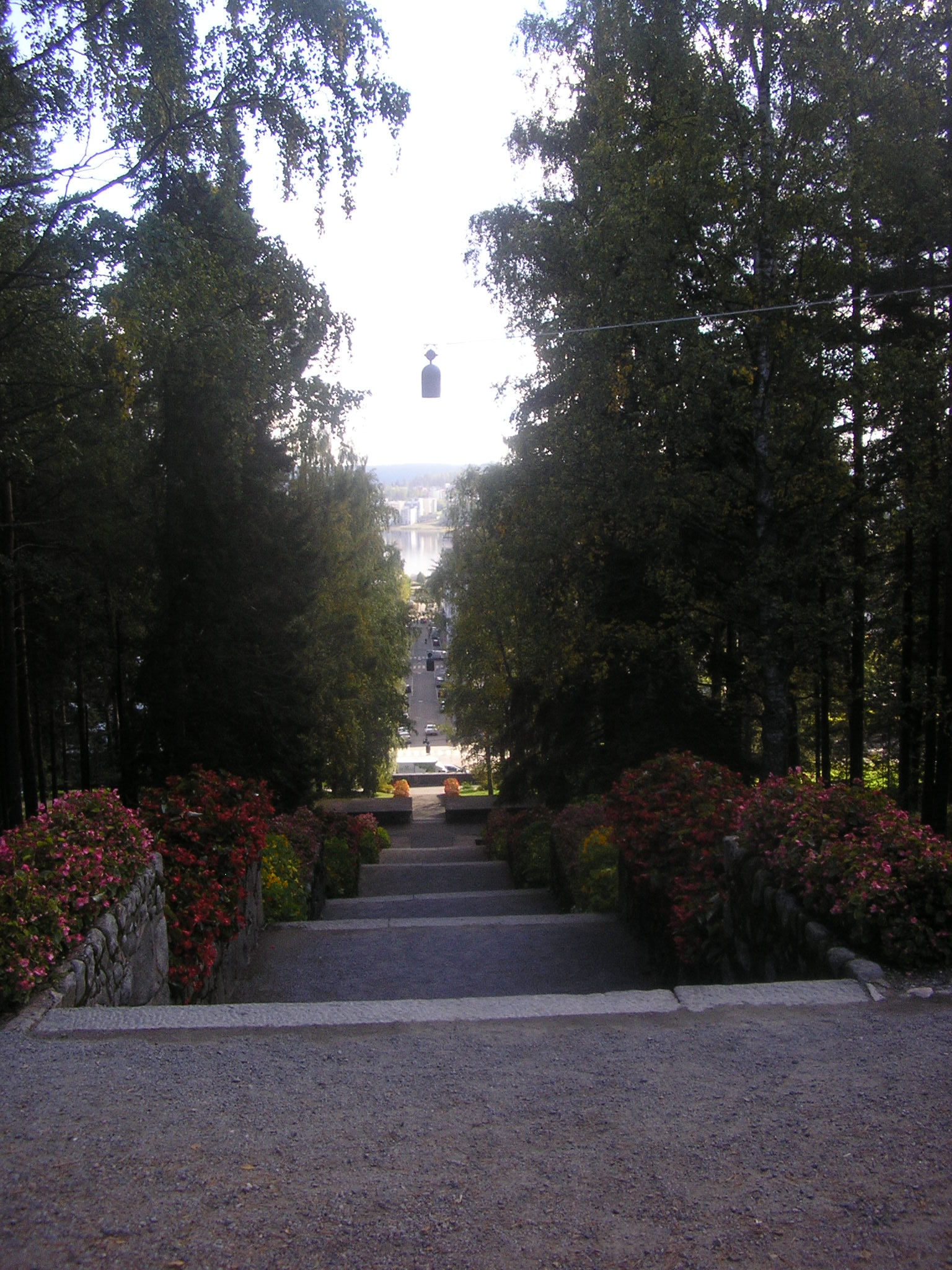
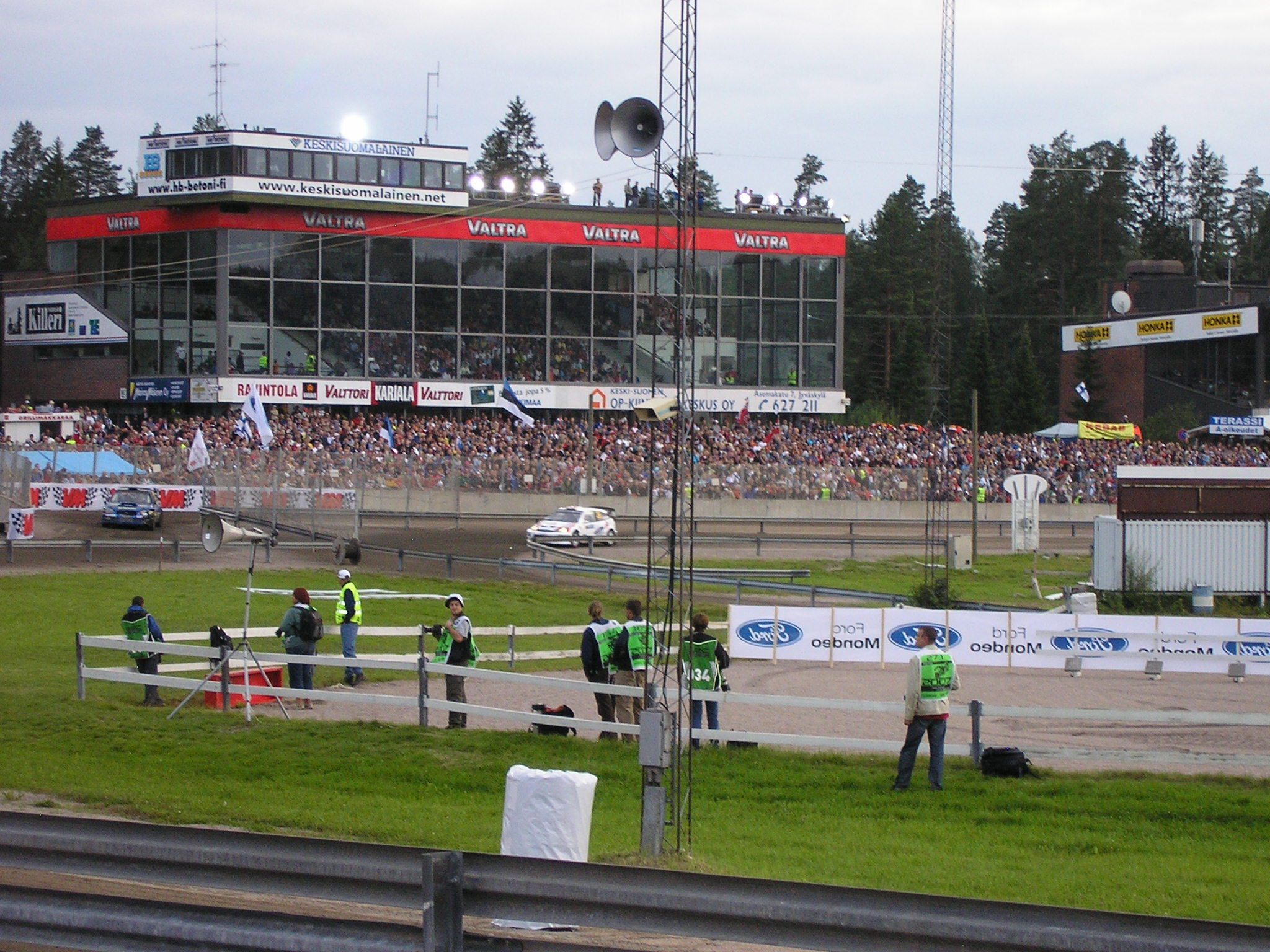
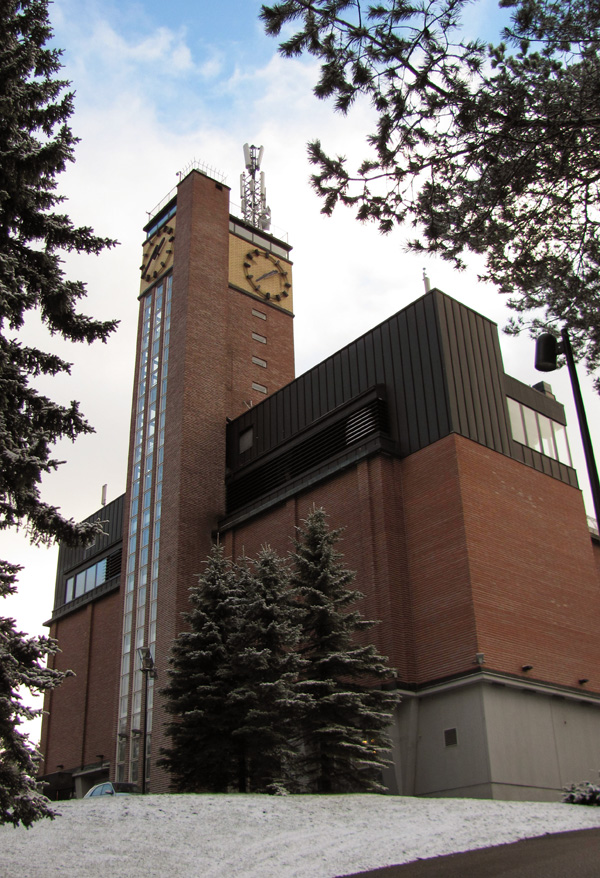
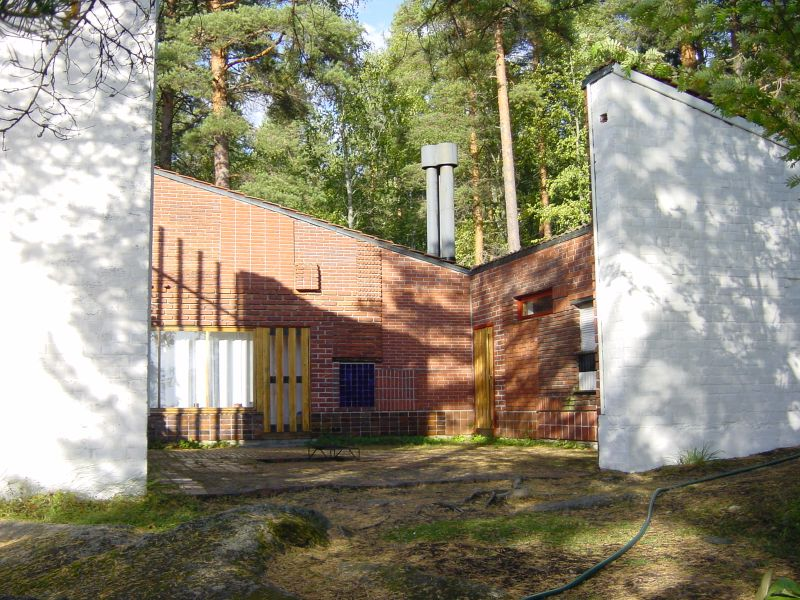
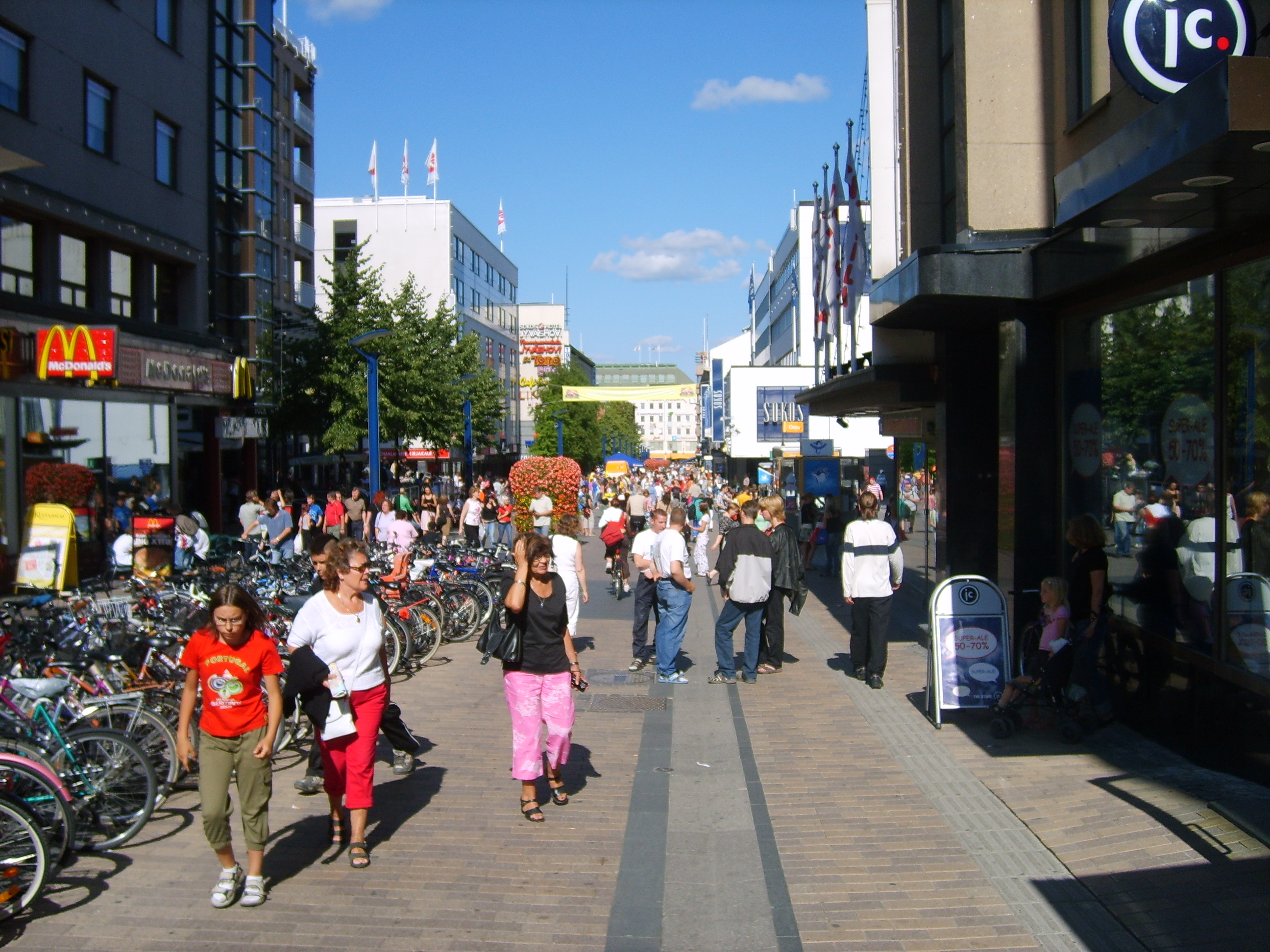
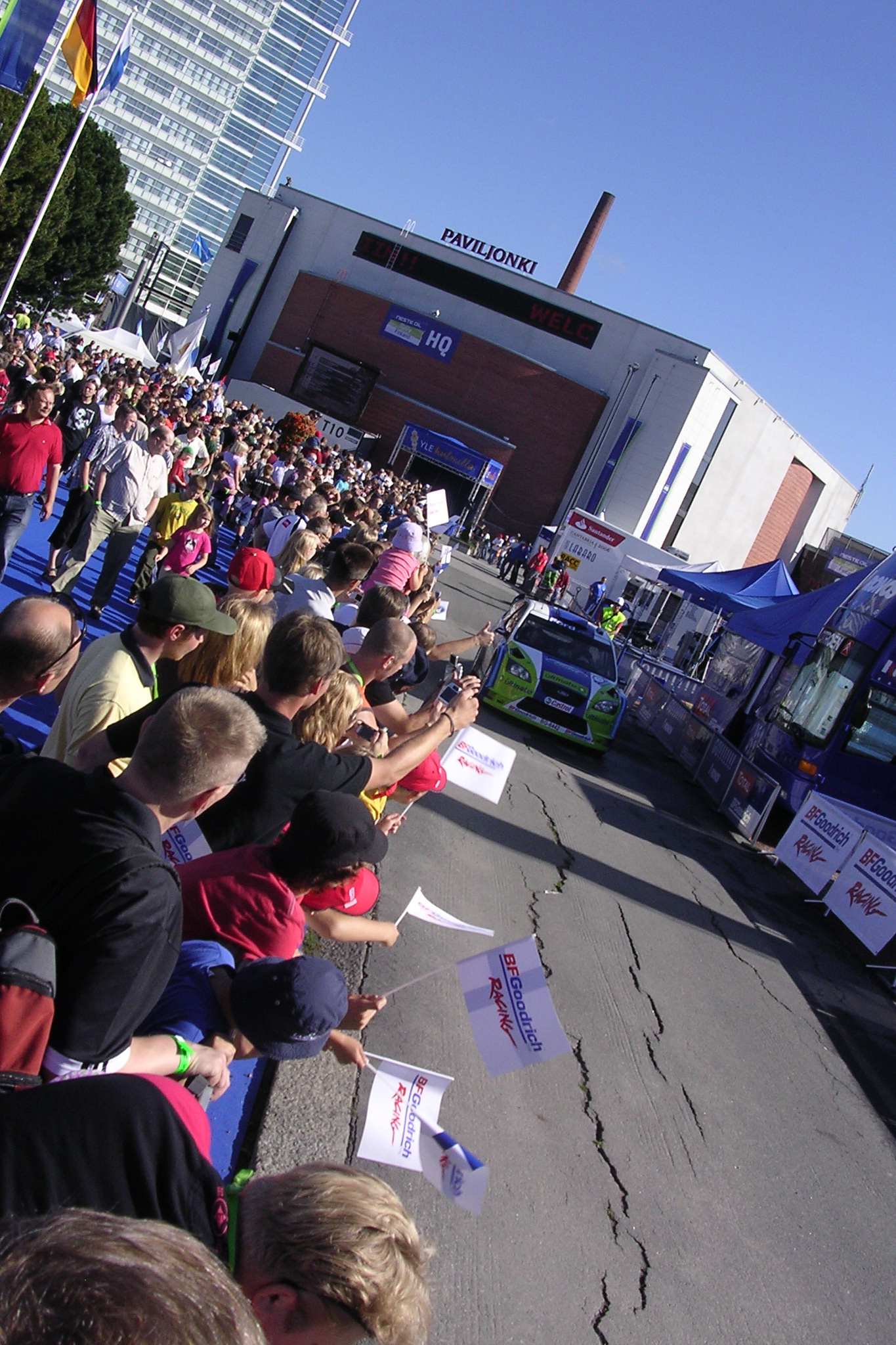
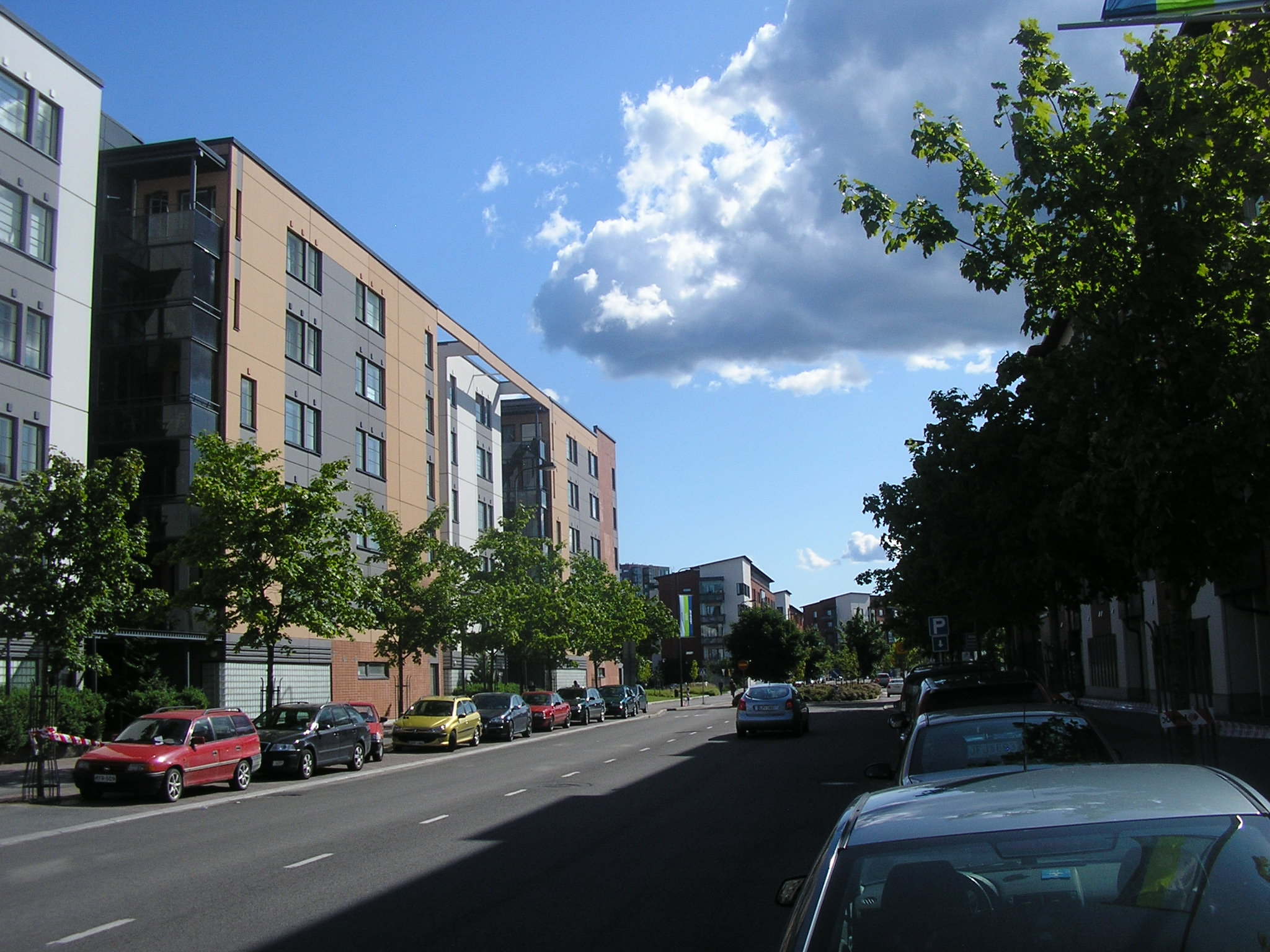
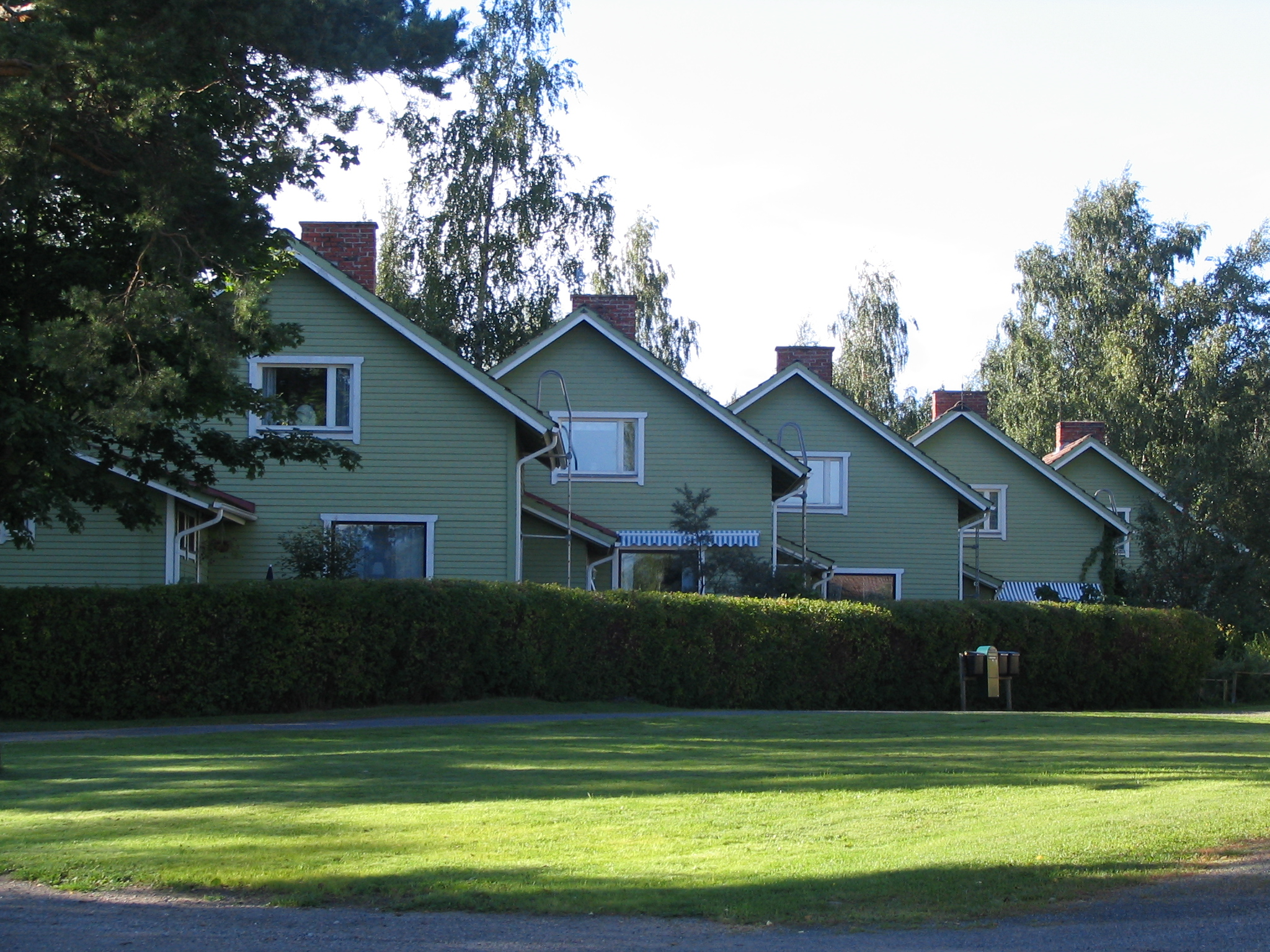
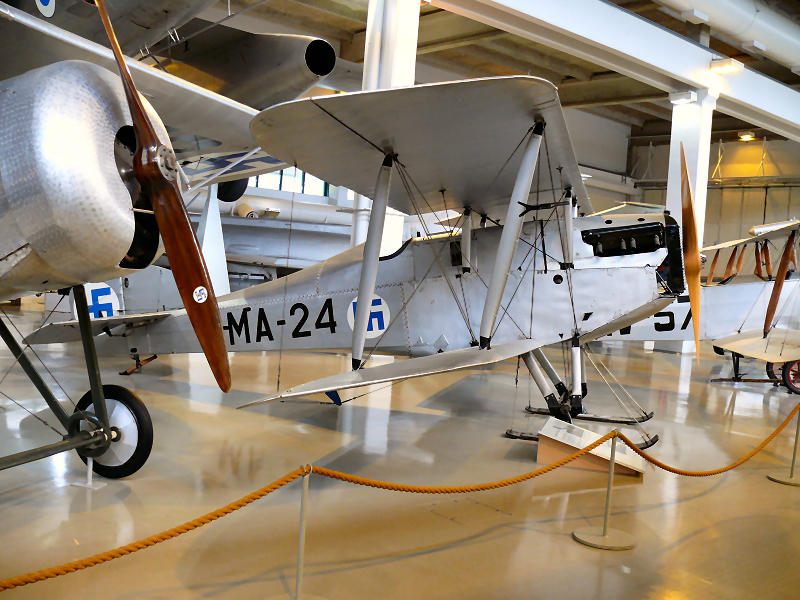
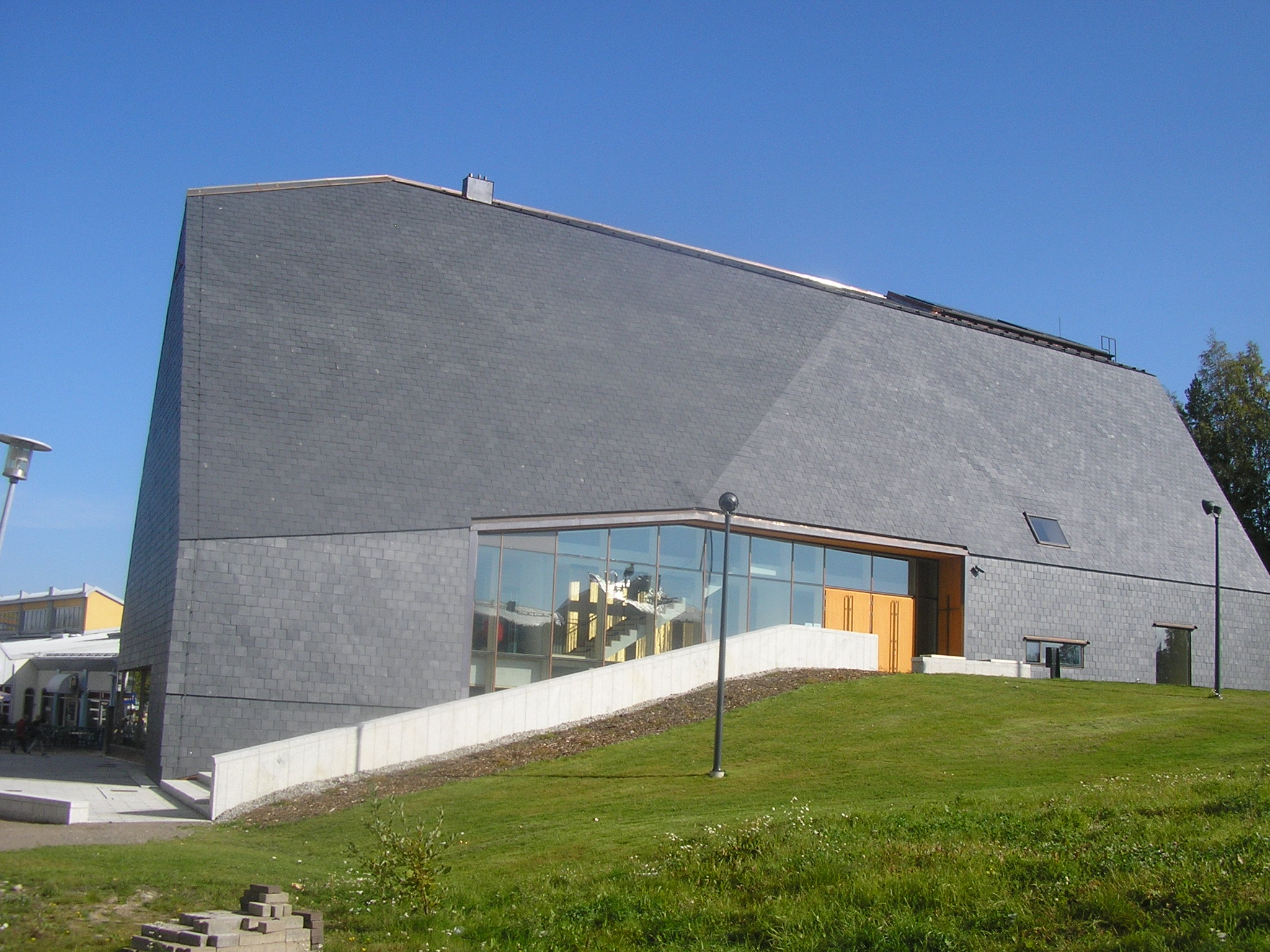
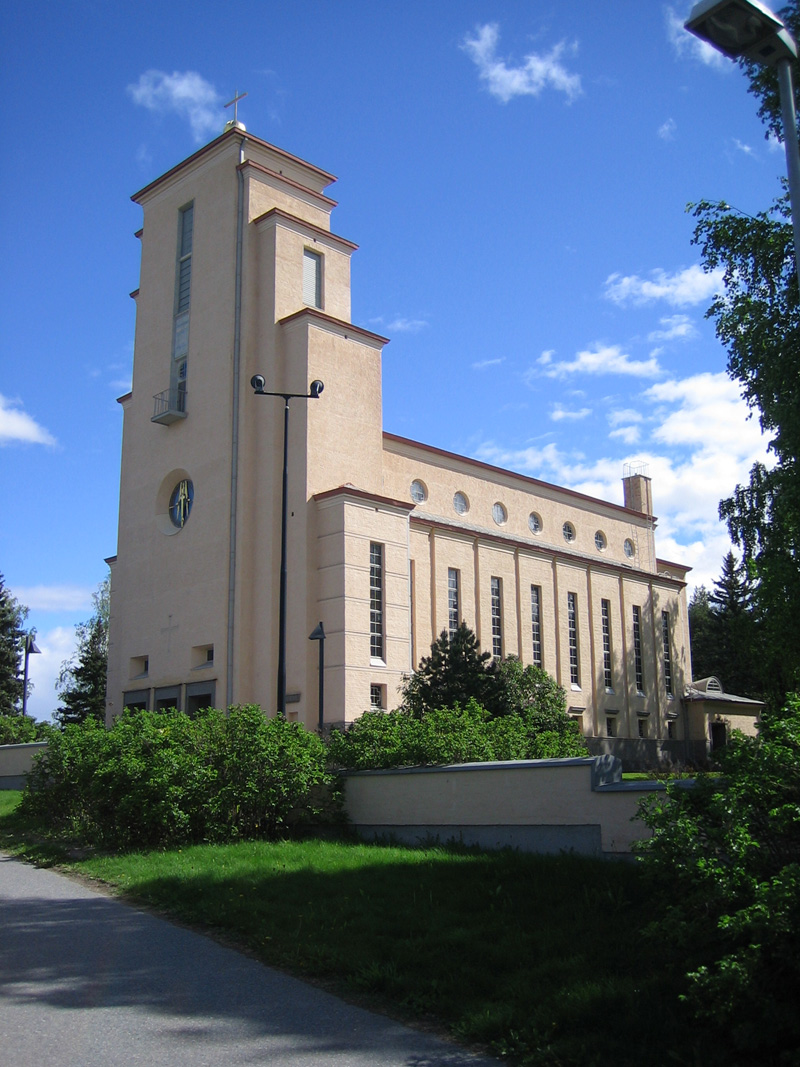
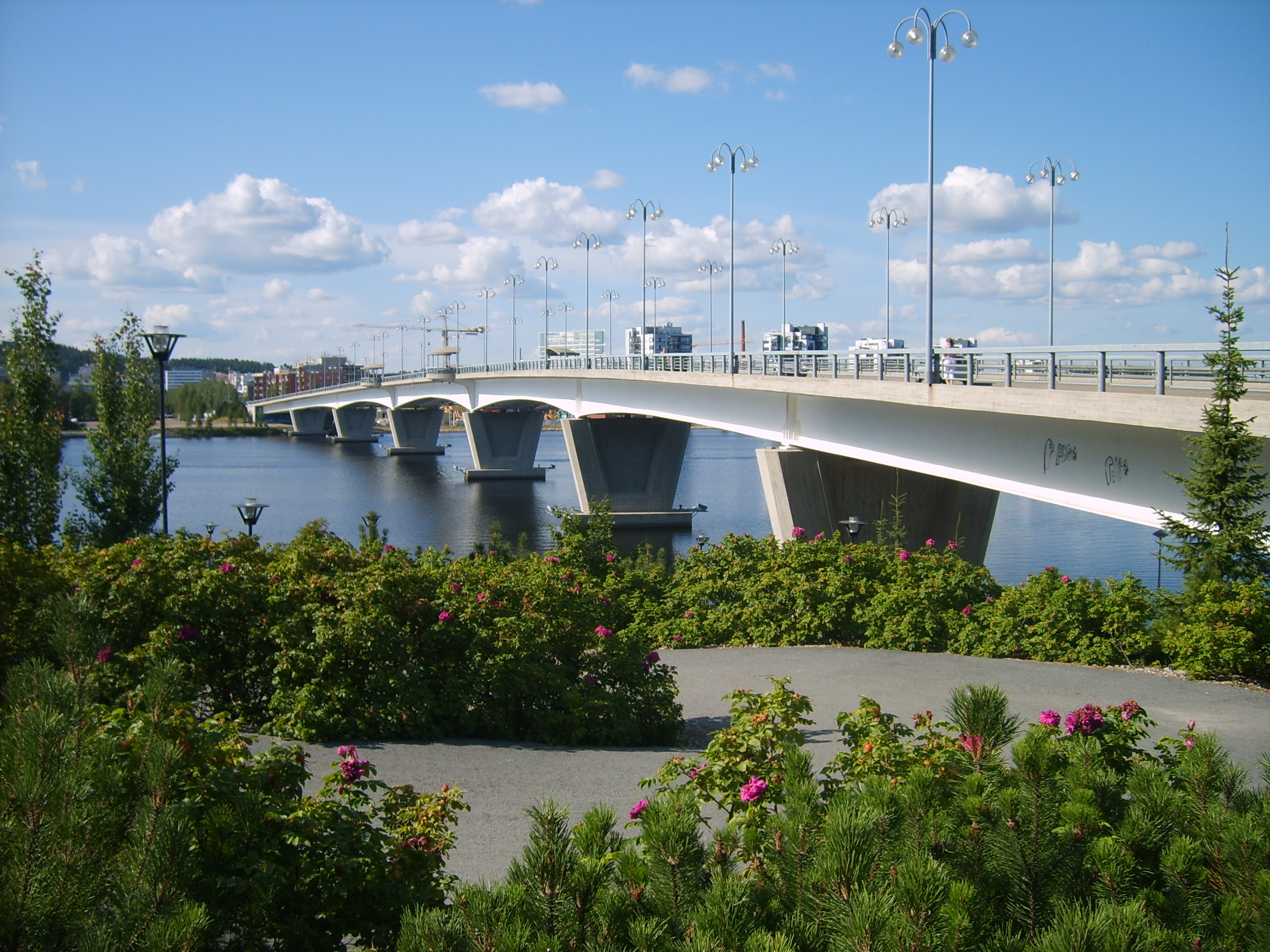
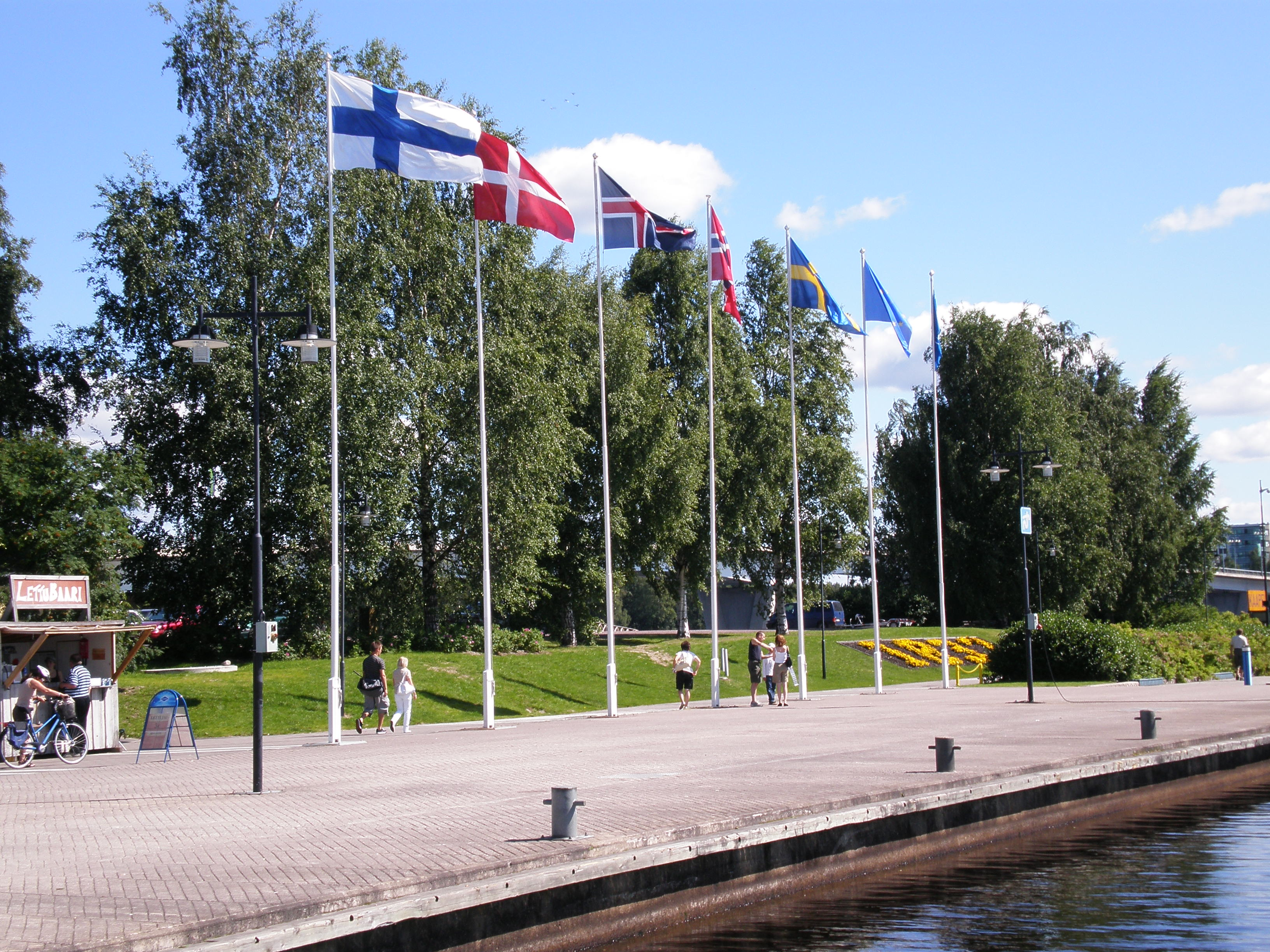